# Auto dos Reis Magos
Auto dos Reis Magos é uma peça de autoria de Gil Vicente, escrita em 1503 e publicada em 1510, escrito a pedido da rainha D. Leonor, para o Dia de Reis.

## Trama
Esta peça foca a viagem de dois pastores, Gregório e Valério, até Belém para visitar o menino Jesus. Eles perdem-se no caminho, porém lhes aparece um Ermitão e um Cavaleiro que faziam escolta dos Reis Magos. O auto termina com os Reis, os pastores, o Ermitão e o Cavaleiro cantando um vilancete junto do Presépio. O canto, além de servir de finalização ao auto, é uma presença constante na obra.
Esta obra segue-se ao Auto em Pastoril Castelhano. Dada a grande aceitação junto do público, a Rainha D. Leonor "encomenda" então, a Gil Vicente, este Auto dos Reis Magos, que lhe foi presenteado por altura da festa da Epifânia, no dia 6 de Janeiro de 1503.
Parece que este auto terá sido representado num lugar sagrado, o que de alguma forma invalída a teoria de alguns autores que defendem que esta peça teria sido representada por altura do regresso de D.Manuel, que partira em peregrinação para Santiago de Compostela.
Esta peça narra a viagem de uns pastores que se dirigem a Belém, pois querem visitar o recém-nascido Redentor. Perdem-se no caminho e é então que lhes aparece o ermita e o cavaleiro que escoltavam os Reis Magos.
Os Reis chegam ao encontro destas personagens e o auto termina que todos juntos, cantando um vilancete junto do Presépio.
"Quando la virgem bendita

lo parió

todo o mundo lo sintió

los coros angelicales
(...)
nuestro Dios nasció"
Este auto juntamente com o Auto em Pastoril Castelhano, constitui o início do teatro religioso em Gil Vicente.